# Diospyros sintenisii
Diospyros sintenisii là một loài thực vật có hoa trong họ Thị. Loài này được (Krug & Urb.) Standl. mô tả khoa học đầu tiên năm 1935.